# Das Land des Lachens
Das Land des Lachens (engl. The Land of Laughs) ist ein Roman des US-amerikanischen Schriftstellers Jonathan Carroll, der 1980 veröffentlicht und 1986 von Rudolf Hermstein ins Deutsche übersetzt sowie als Band 241 der Phantastischen Bibliothek im Suhrkamp Verlag veröffentlicht wurde.

## Handlung
Der Lehrer Thomas Abbey ist seit Kindesbeinen von seinem Lieblingsautor Marshall France und dessen Phantasiewelt regelrecht besessen. Daher reist Abbey dessen Spuren nach, da er mit der Hilfe seiner eigenen Freundin Saxony eine Biografie über ihn verfassen möchte. Allerdings tauchen bei der literarischen Detektivarbeit Rätsel auf, die immer stärke die fassbare Realität verlassen und letztendlich bei der Begegnung mit Abbeys Tochter Anna in eine grauenhafte Erkenntnis in der Heimatstadt Marshalls, Galen, Missouri, münden.

## Hintergrund
„Das Land des Lachens“ ist der Debütroman Carrolls und gilt als typischer Vertreter der Phantastik. Eine Stadt oder Gemeinde namens Galen existiert in den Vereinigten Staaten jeweils in Tennessee, in New York und in Montana, nicht aber im besagten Bundesstaat Missouri.

## Ausgaben
- Jonathan Carroll: Das Land des Lachens. Aus dem Englischen übersetzt von Rudolf Hermstein, Suhrkamp,  Frankfurt/M. 1986, ISBN 3-518-38454-6, 241 S.
- Jonathan Carroll: Das Land des Lachens. Suhrkamp 1991, ISBN 978-3-518-37747-5, 220 S.
- Jonathan Carroll: Das Land des Lachens. Insel Verlag, Berlin 1998, ISBN 978-3-458-16002-1. 241 S.

## Rezeption
Zur deutschen Übersetzung verfasste Der Spiegel seinerzeit eine wohlwollende Ankündigung, in der er insbesondere auf Carrolls berufliche Tätigkeit in Wien anspielend mit einer Analogie zu Der dritte Mann kokettierte.
Als die fiktive Figur Peter Bishop aus der Serie Fringe in der Episode 14 der 1. Staffel seinen befreundeten Buchhändler besucht, möchte ein Kunde gerade eine Erstausgabe des englischen Originals verkaufen. Da es im Buch wie auch der Serie um phantastische Realitäten geht, kann man es als wechselseitige Metapher oder Anspielung ansehen.